# Josef Grumser
Josef Grumser (* 10. Februar 1934; † 10. Jänner 2017) war ein österreichischer Boxer.
Er wurde 1958, 1959 und 1960 Österreichischer Meister im Leichtgewicht und nahm 1960 auch an den 17. Olympischen Spielen in Rom teil, wo er in der zweiten Vorrunde dem Ägypter Salah Shokweir unterlag.